# Demosthenesia weberbaueri
Demosthenesia weberbaueri là một loài thực vật có hoa trong họ Thạch nam. Loài này được (Sleumer) Sleumer mô tả khoa học đầu tiên năm 1936.